# Indianola, Mississippi
Indianola är administrativ huvudort i Sunflower County i den amerikanska delstaten Mississippi. Indianola, som har 10 503 invånare (2009), är speciellt känd för sin bluesmusik. B.B. King-museet är en betydande sevärdhet i staden. Museet är inrymt i en gammal rensningsfabrik för bomull där B.B. King en gång arbetade.